# Seryje volki
Seryje volki (russisk: Серые волки) er en russisk spillefilm fra 1993 af Igor Gostev.

## Medvirkende
- Rolan Bykov som Nikita Khrusjjov
- Aleksandr Beljavskij som Leonid Brezjnev
- Lev Durov som Anastas Mikoyan
- Bogdan Stupka som Semitjastnyj
- Aleksandr Mokhov som Sorokin